# Komplek Kenjeran
Komplek Kenjeran is een bestuurslaag in het regentschap Soerabaja van de provincie Oost-Java, Indonesië. Komplek Kenjeran telt 4001 inwoners (volkstelling 2010).